# حمودة بشير
حمودة بشير محمد جميل (1 يناير 1983- ) لاعب كرة قدم سوداني سابق. لعب دولياً مع المنتخب السوداني من 2003 وحتى 2013 وشارك معه في كأس الأمم الأفريقية 2008 التي أقيمت في غانا.

## الإنجازات
المريخ
- الدوري السوداني الممتاز (2): 2001، 2002.
- كأس السودان (1): 2001.

الهلال
- الدوري السوداني الممتاز (5): 2005، 2006، 2007، 2009، 2010.
- كأس السودان (2): 2009، 2011.

## وصلات خارجية
- حمودة بشير على موقع كووورة